# Буревісник білий

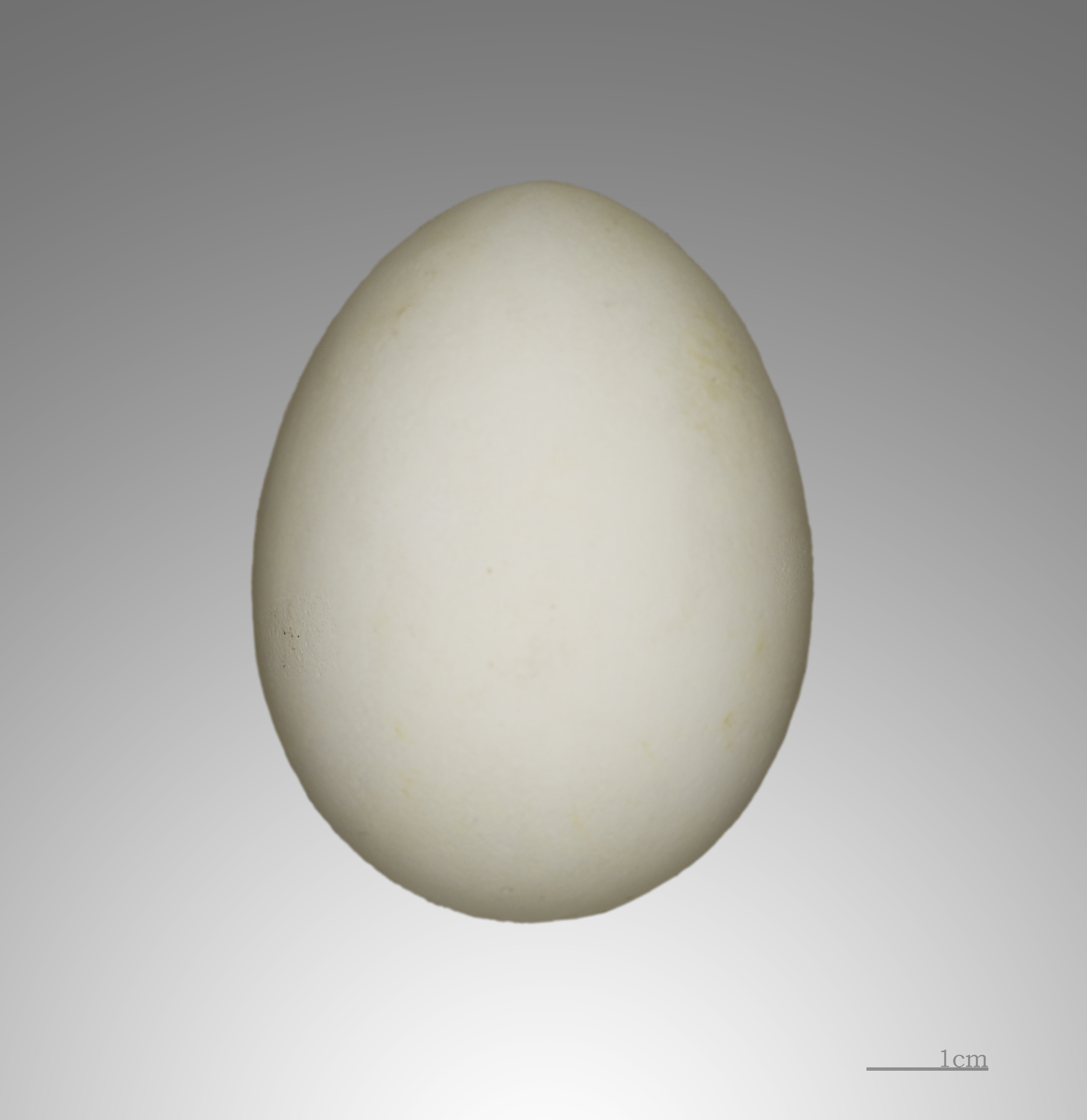
Pagodroma nivea

Буревісник білий (Pagodroma nivea) — морський птах невеликого розміру родини буревісникових (Procellariidae), єдиний представник свого роду. Тіло білого кольору з темною нижньою частиною крил, чорними очима, маленьким чорним дзьобом і блакитно-сірими ногами. Довжина тіла від 36 до 41 см, розмах крил від 76 до 79 см. Це один з небагатьох видів, що гніздиться виключно в Антарктиці, цього птаха бачили навіть на Південному полюсі. Він має один з найпівденніших ареалів гніздування серед всіх птахів.